# Lea-by-Backford
Lea-by-Backford is een civil parish in het bestuurlijke gebied Cheshire West and Chester, in het Engelse graafschap Cheshire met 207 inwoners.